# Letiště Santiago de Chile

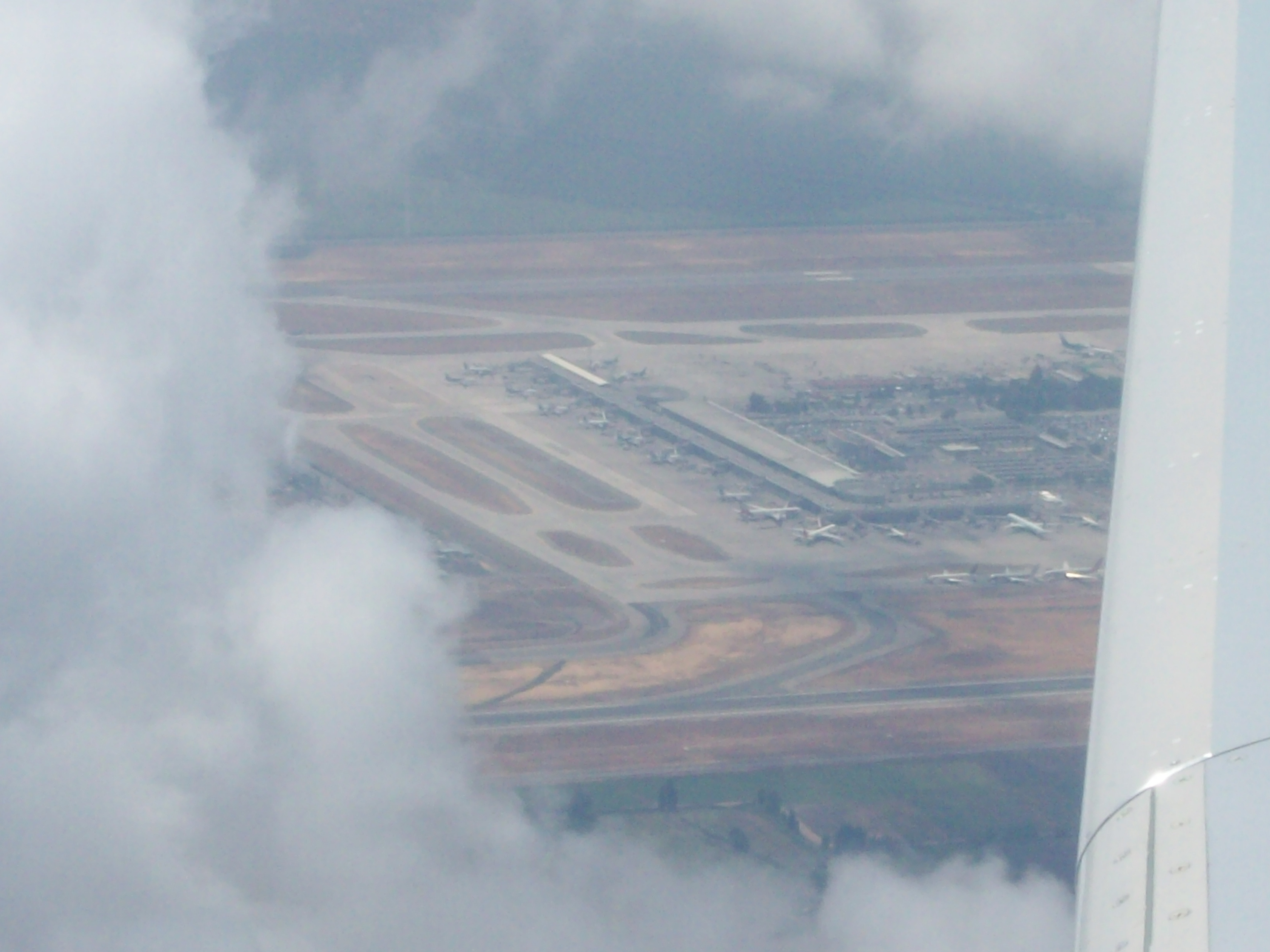
Pohled ze vzduchu, listopad 2014.

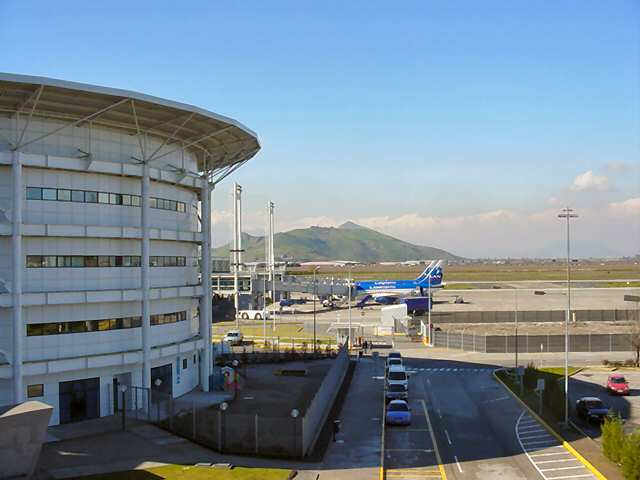
Domácí terminál

Mezinárodní letiště komodora Artura Merina Beníteze (také Mezinárodní letiště Santiago nebo Letiště Nuevo Pudahuel) (španělsky Aeropuerto Internacional Comodoro Arturo Merino Benítez, IATA: SCL, ICAO: SCEL) je mezinárodní letiště u městečka Pudahuel, přibližně 15 km severozápadně od centra chilského hlavního města Santiaga. Je pojmenováno po Arturovi Merino Benítezovi, průkopníkovi letectví v Chile a zakladateli chilských vzdušných sil.
V roce 2019 dosáhlo 24,67 milionů cestujících, což představuje šesté nejvytíženější letiště v Latinské Ameriky. Je významnou spojnicí pro lety mezi Oceánií a Latinskou Amerikou.  Vlastníkem je chilský stát, pronajímatelem byla mezi roky 1998 a 2015 chilsko-kanadsko-španělská společnost SCL Terminal Aéreo Santiago SA Sociedad Concesionaria, od roku 2015 pak společnost Nuevo Pudahuel. Letiště je jednou ze základen chilského letectva. 
Nejvytíženější mezinárodní linky směřují na Letiště Lima v Peru, Ezeiza – Buenos Aires v Argentině a letiště São Paulo-Guarulhos v Brazílii, vnitrostátní pak na El Loa (Calama), Antofagasta a El Tepual (Puerto Montt). Linky Santiago-Lima a Santiago-São Paulo jsou nejrentabilnější v celé Latinské Americe (rok 2019).

## Historie
Rostoucí letecká přeprava a používání větších a výkonnějších letadel zejména u mezikontinentálních letů vedly v padesátých letech chilskou vládu k rozhodnutí postavit nové letiště, které by splňovalo požadavky své doby. Výstavba začala v roce 1961 a byla ukončena v roce 1967. V roce 1980 bylo letiště přejmenováno na letiště Artura Benita Meríneze, zakladatele chilských vzdušných ozbrojených sil. Výstavba nového terminálu byla ukončena v roce 1994 a budova starého byla v provozu až do roku 2001. Terminál 4 se nachází mezi oběma přistávacími drahami, má čtyři patra a je navržen podle architektonického konceptu letiště v Marseille.
Výstavba druhé, paralelní, přistávací dráhy byla ukončena v roce 2005. Dráhy jsou vedeny přibližně v severo-jižním směru (17L/35R a 17R/35L). V únoru 2022 byl zprovozněn Terminál 2, který obsluhuje mezinárodní lety (Terminál 1 slouží vnitrostátní dopravě). Otevřením Terminálu 2 se zvýšila kapacita letiště na 30 milionů cestujících za rok. 

## Rozvoj letiště
Připravuje se výstavba linky lehkého metra, která by propojila letiště s chilským hlavním městem. Předpokládaný počet cestujících je 34 milionů v roce 2034.